# Алкіоней (галактика)
Алкіоней — велетенська радіогалактика в сузір'ї Рисі, що знаходиться на відстані 3 мільярдів світлових років.
Відкрита у 2022 році за допомогою інструменту LOFAR.
Розмір радіоміхура галактики досягає як мінімум 16 мільйонів світлових років, що робить її найбільшою на момент відкриття радіогалактикою. Радіогалактика названа на честь Алкіонея, гіганта із давньогрецької міфології
.
Джерело радіовипромінювання однозначно ототожнено з поодинокою еліптичною галактикою SDSS J081421.68+522410.0.
Зоряна маса галактики (2.4 × 1011 M☉) та її надмасивної чорної діри (4 ± 2 × 108 M☉) типові для еліптичних галактик, але нижче за середнє серед гігантських джерел радіовипромінювання
.